# Lijst van personen overleden in april 2021
Dit is een lijst van bekende personen die zijn overleden in april 2021.

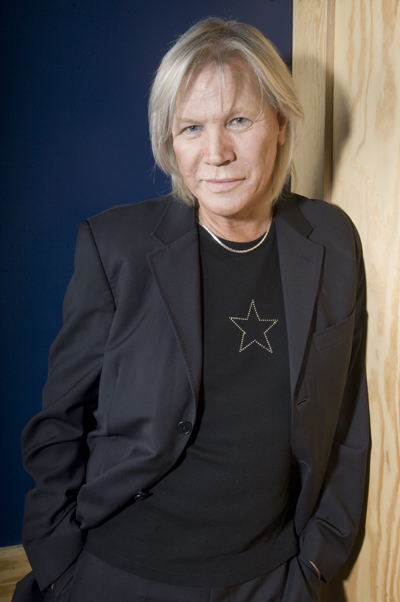
Patrick Juvet
1 april

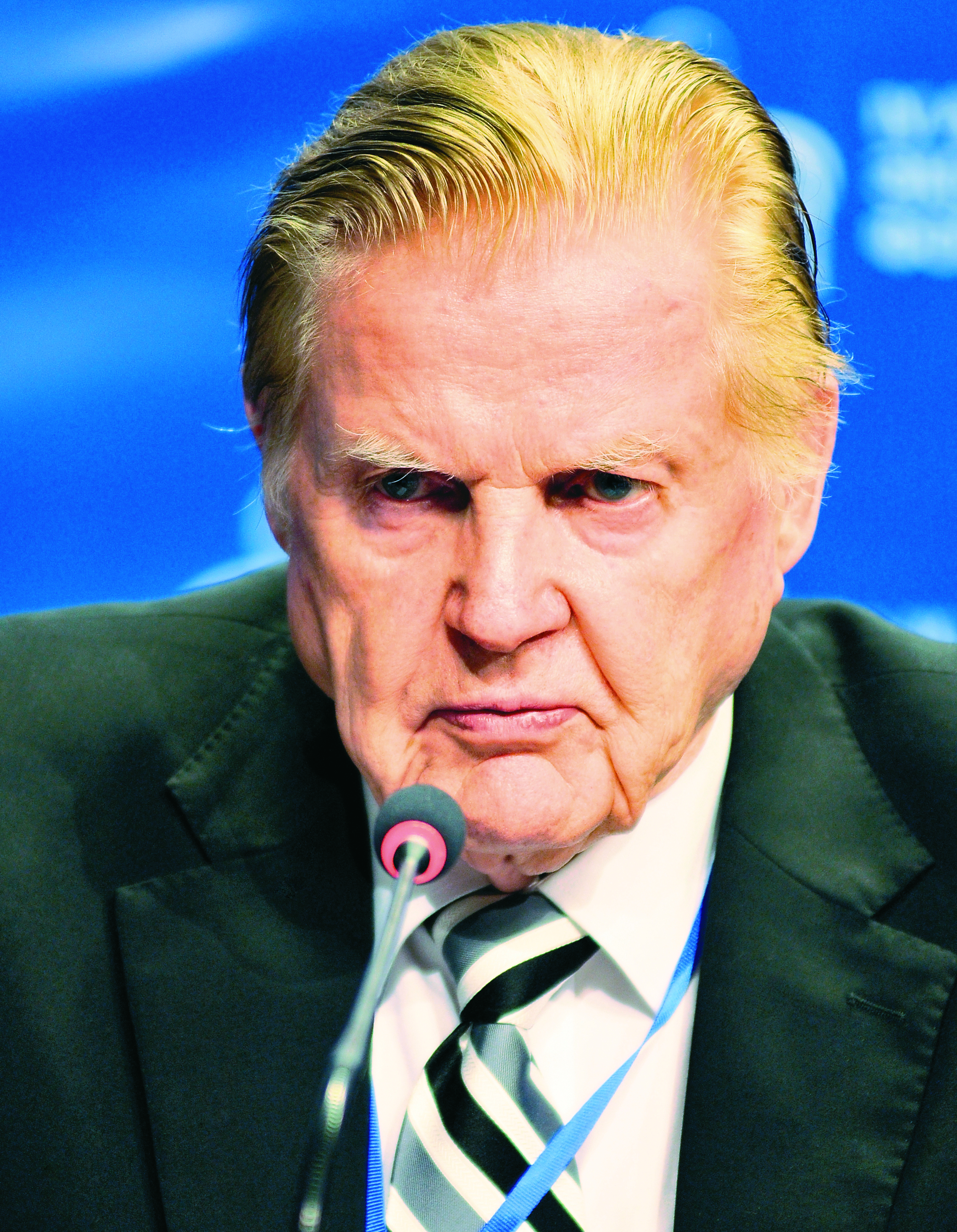
Robert Mundell
4 april

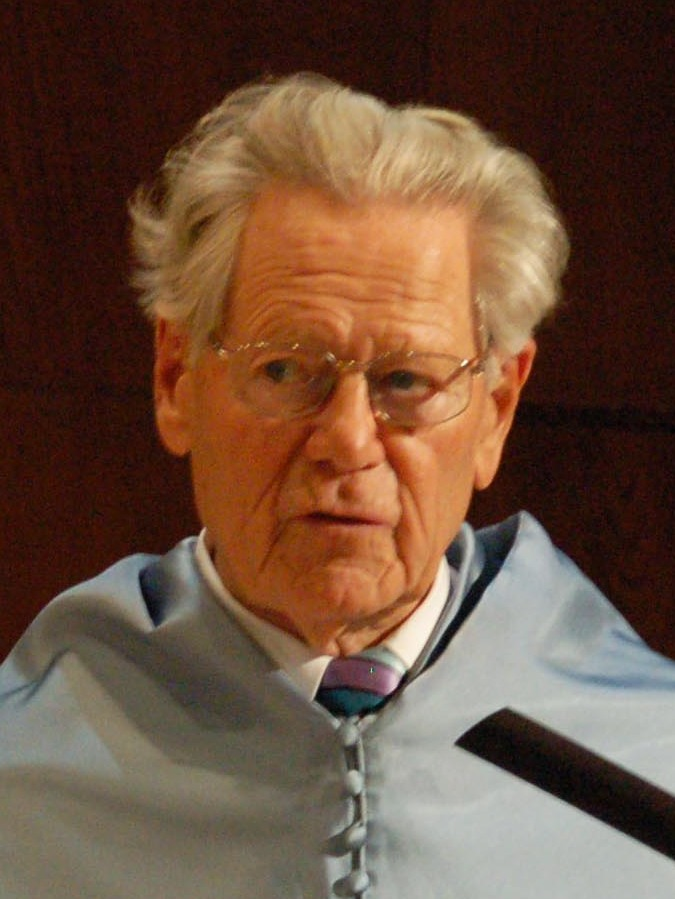
Hans Küng
6 april

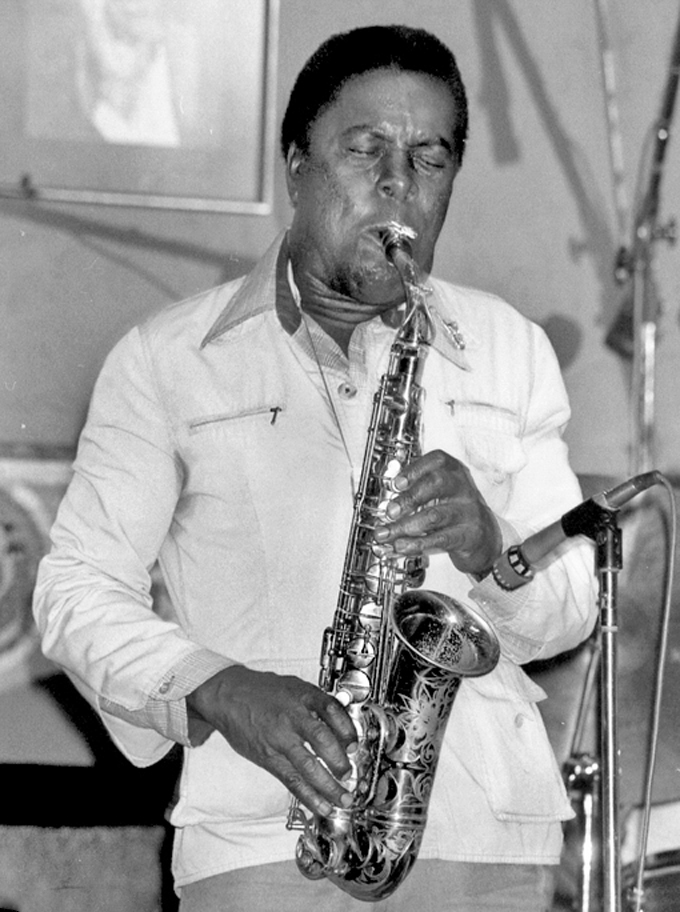
Sonny Simmons
6 april

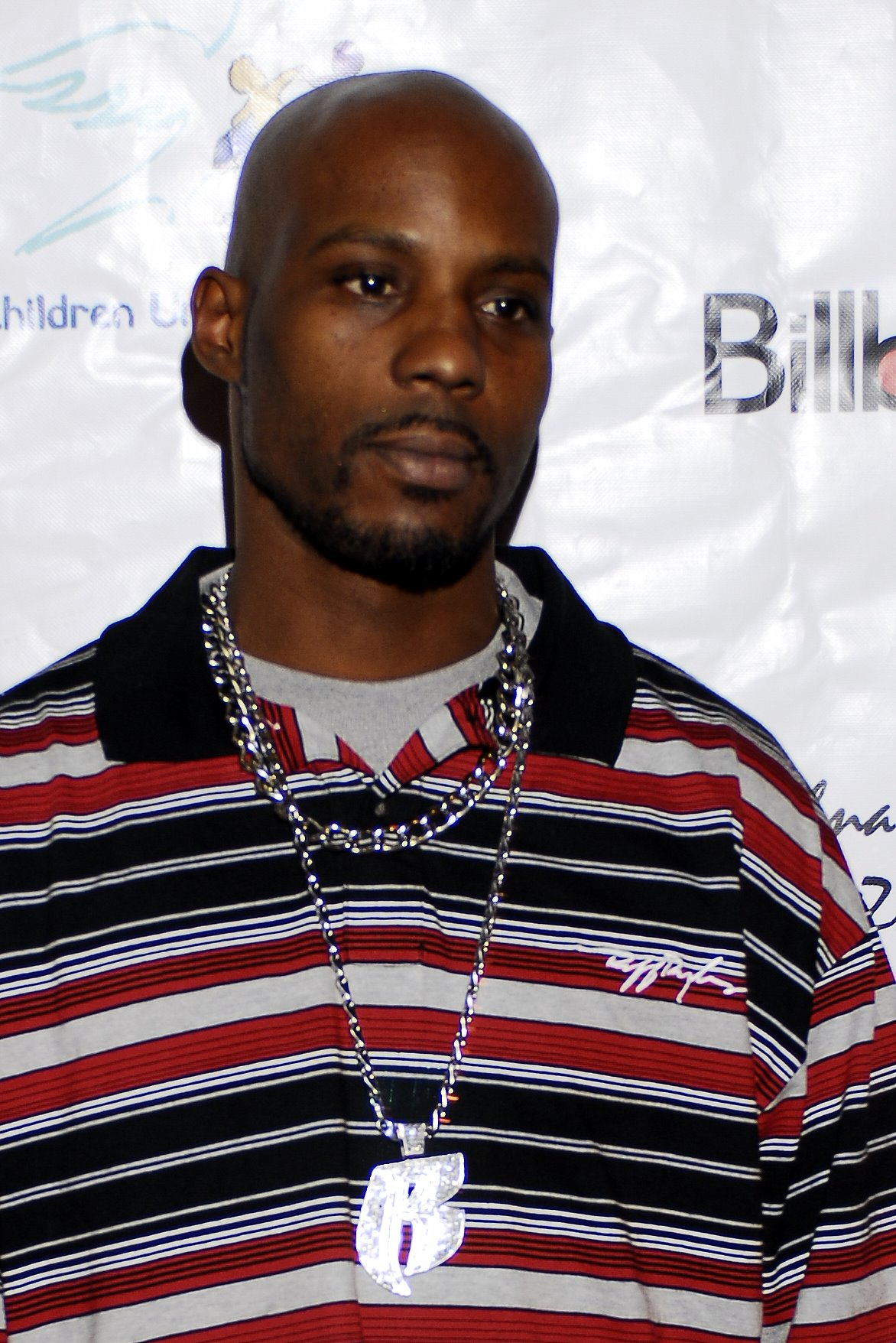
DMX
9 april

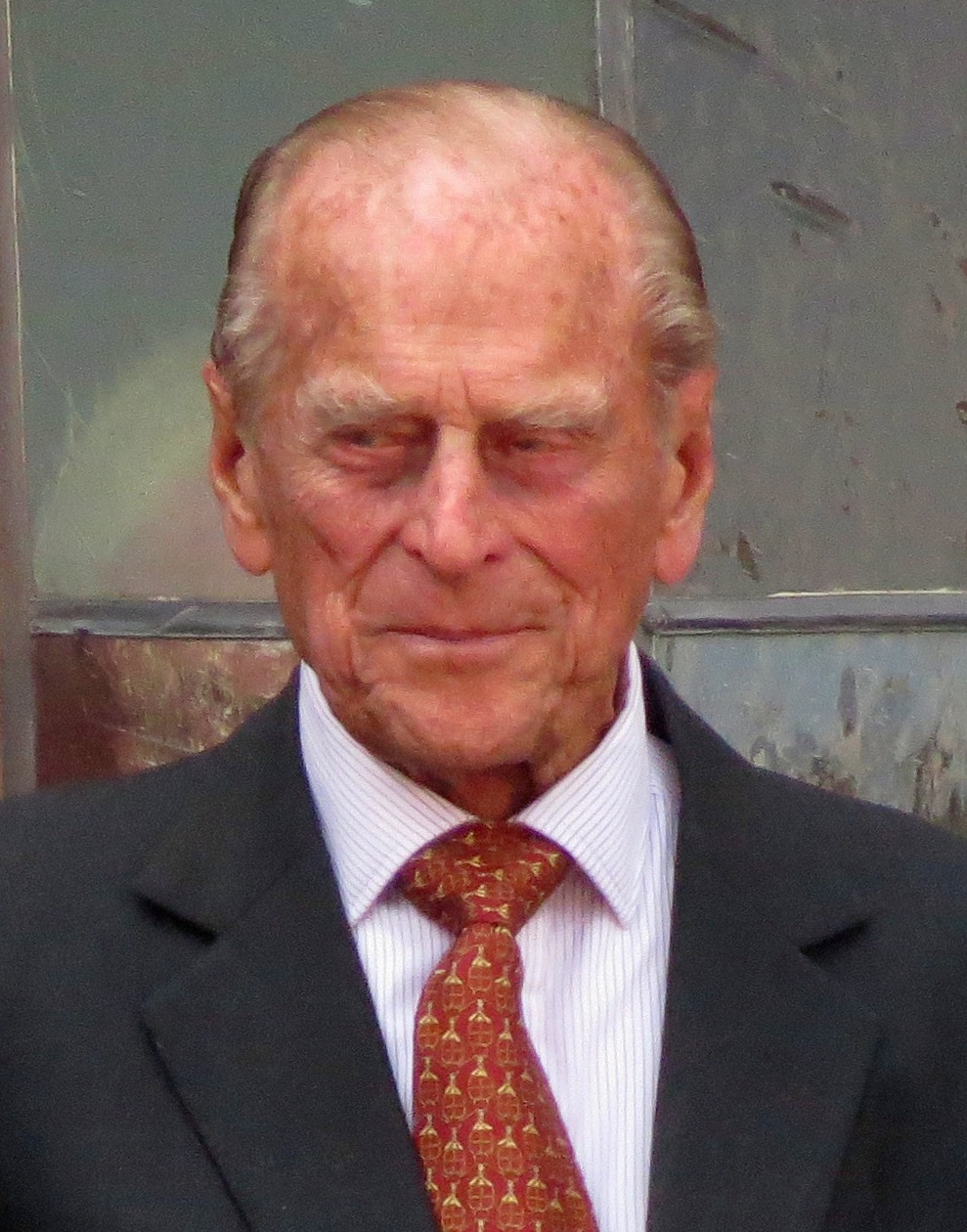
Prins Philip
9 april

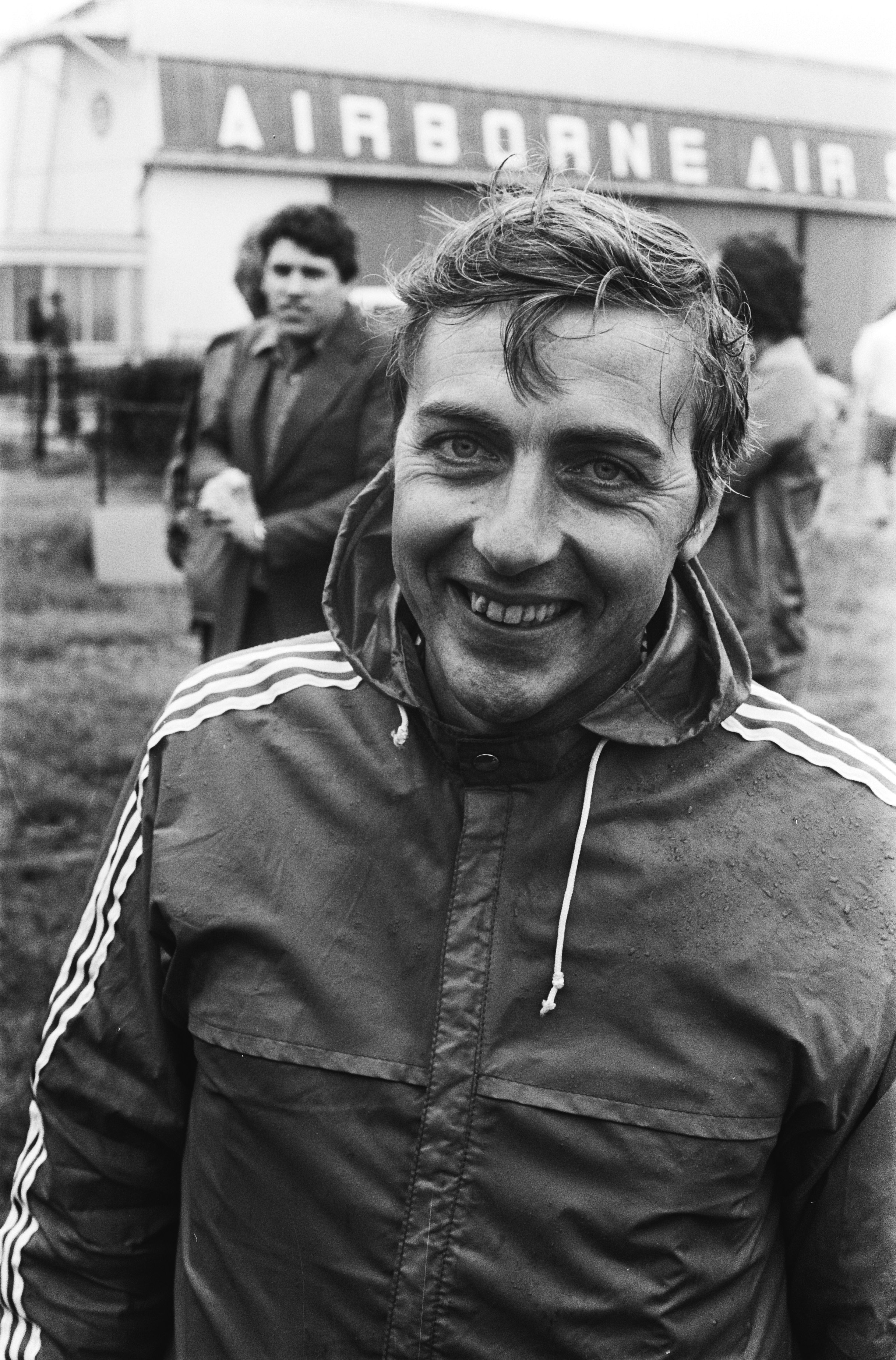
Heinze Bakker
16 april

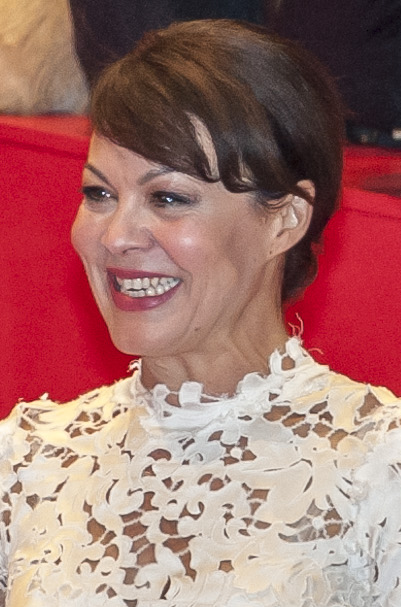
Helen McCrory
16 april

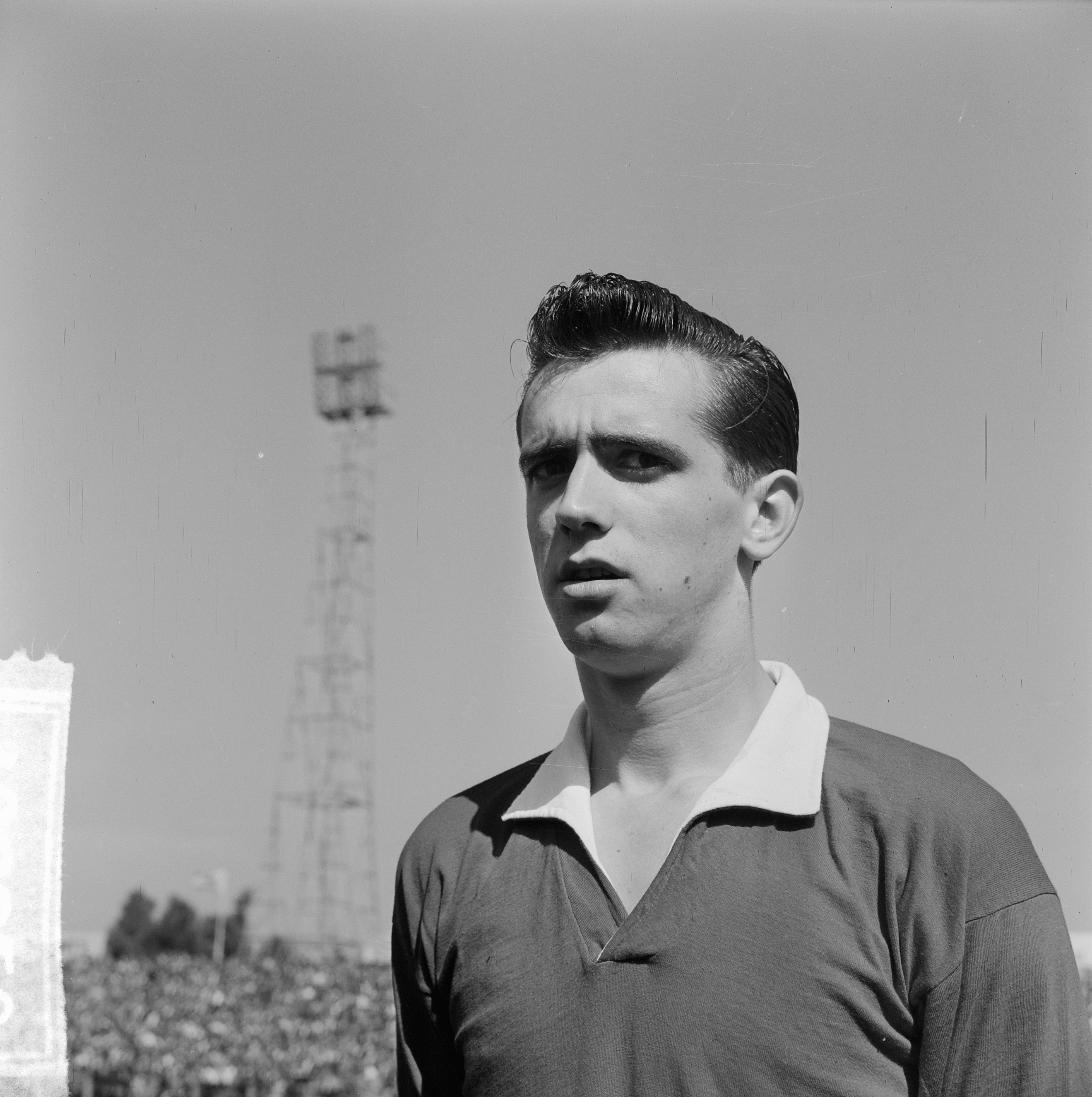
Willy van der Kuijlen
19 april

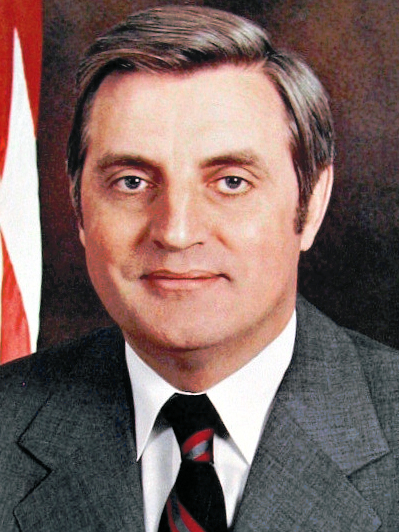
Walter Mondale
19 april

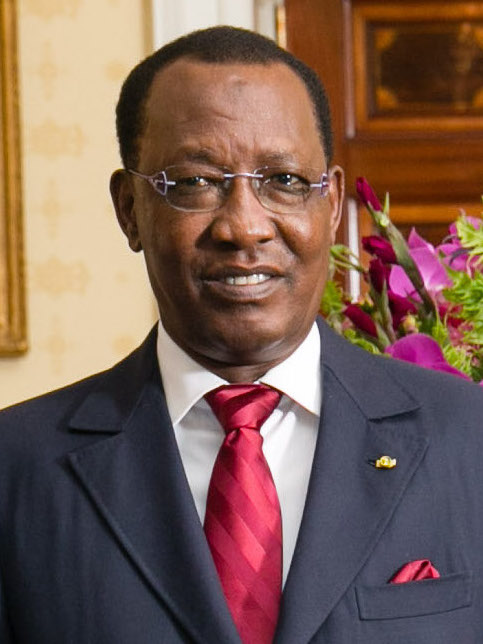
Idriss Déby
20 april

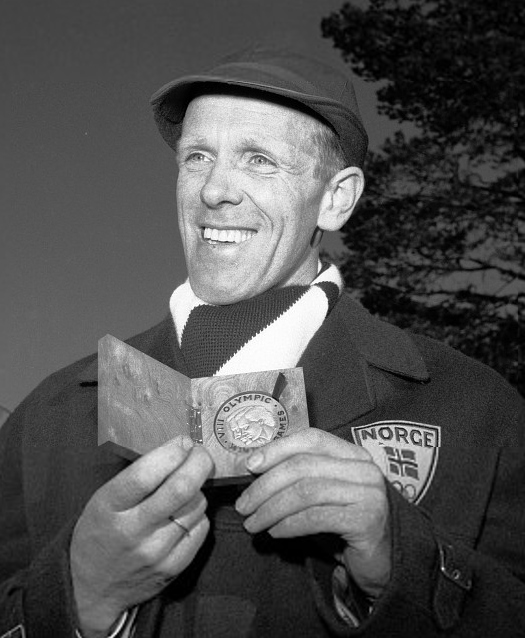
Håkon Brusveen
21 april

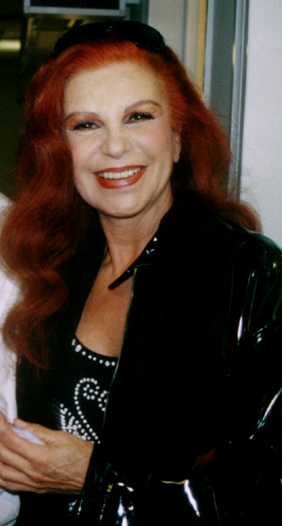
Milva
23 april

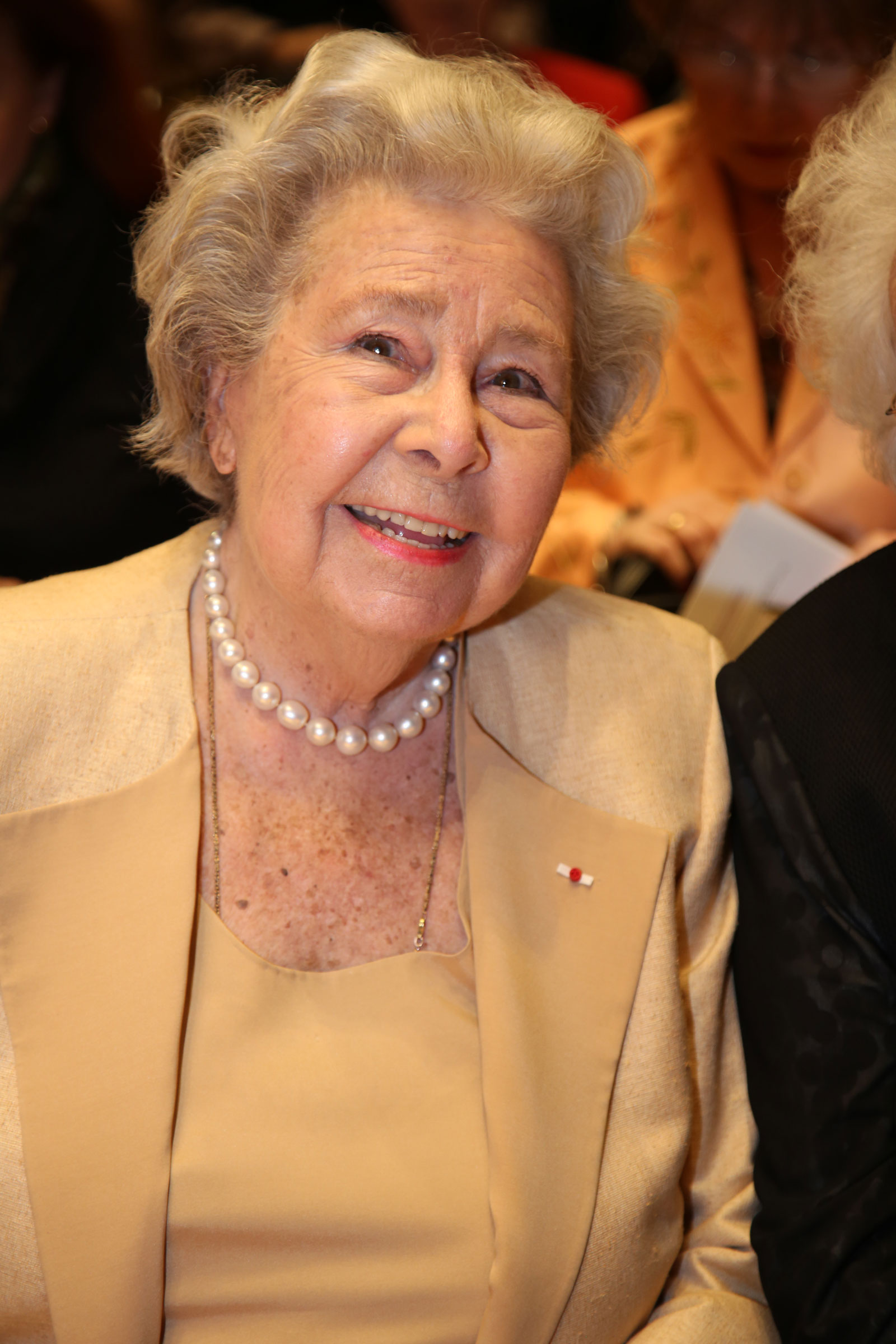
Christa Ludwig
24 april

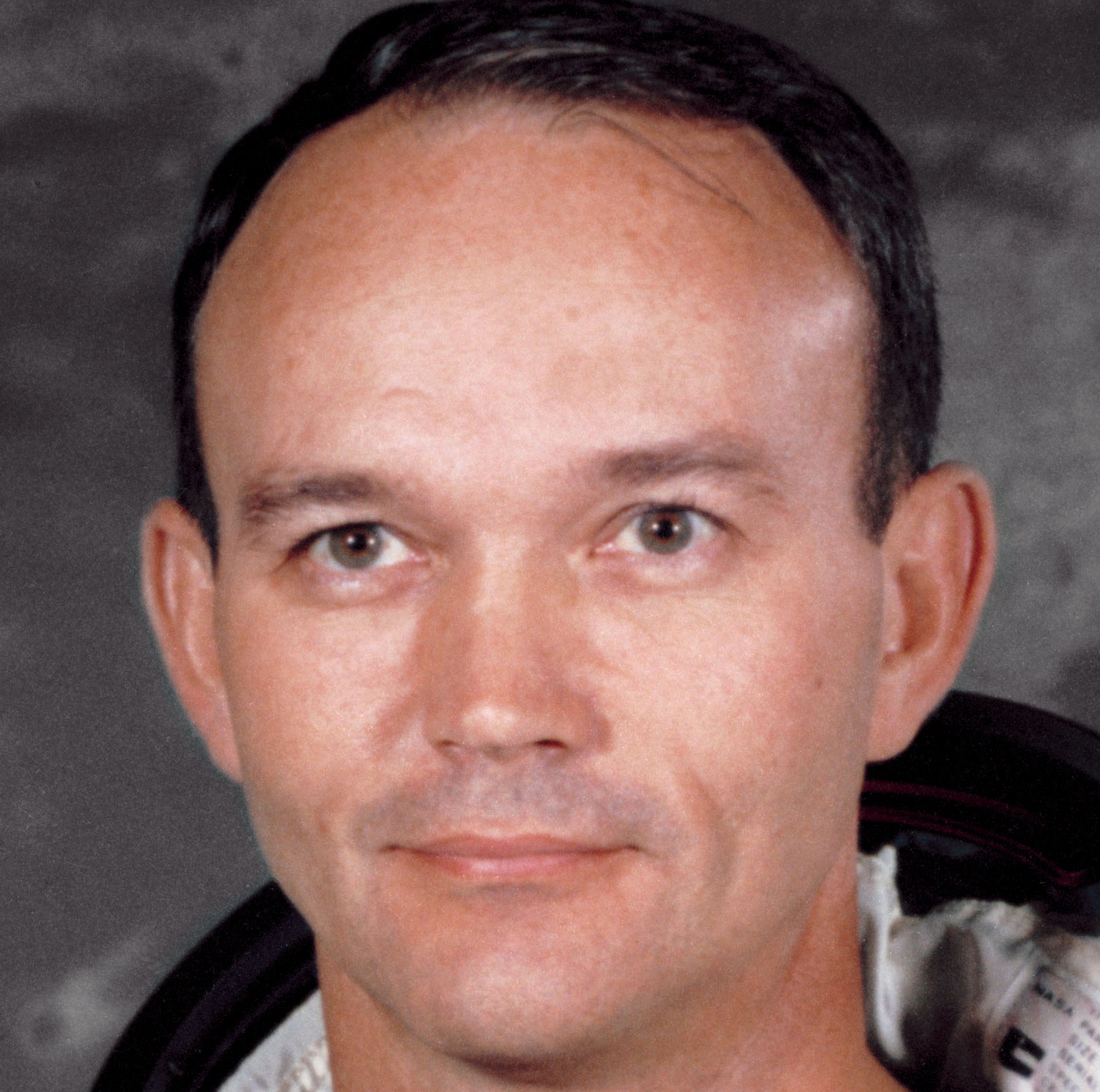
Michael Collins
28 april

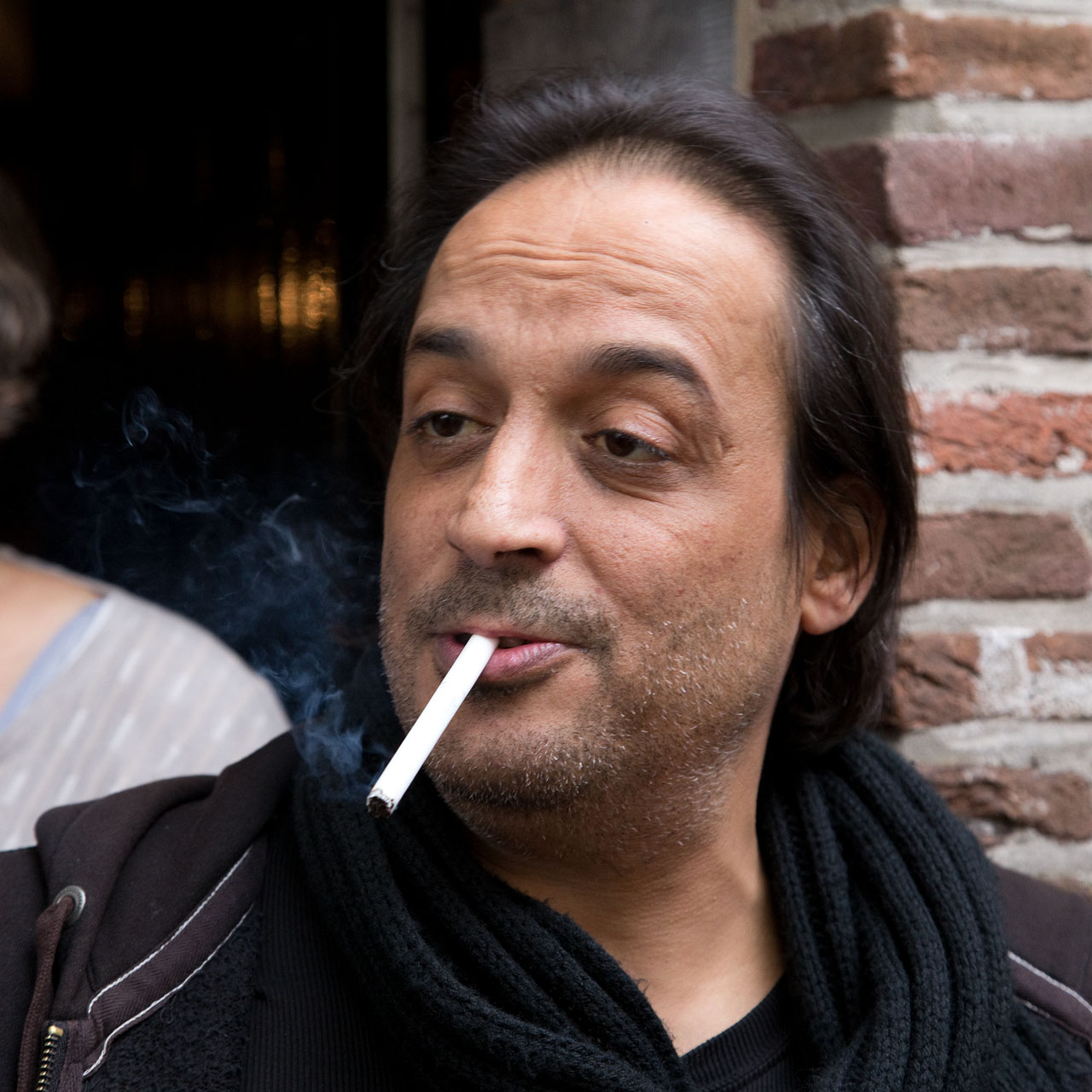
Hafid Bouazza
29 april

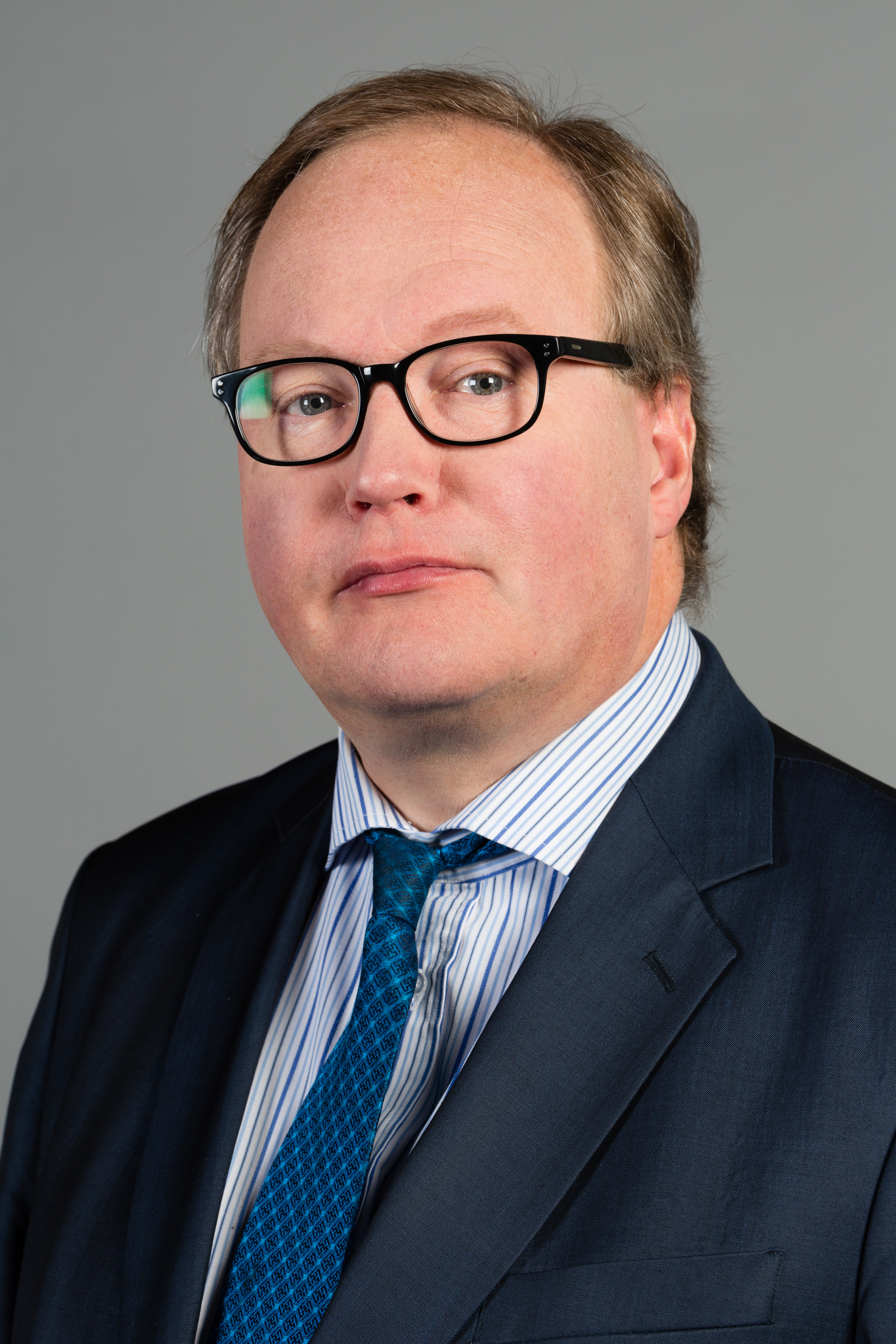
Hans van Baalen
29 april

| 1 | 2 | 3 | 4 | 5 | 6 | 7 | 8 | 9 | 10 | 11 | 12 | 13 | 14 | 15 | 16 | 17 | 18 | 19 | 20 | 21 | 22 | 23 | 24 | 25 | 26 | 27 | 28 | 29 | 30 |
| - | - | - | - | - | - | - | - | - | -- | -- | -- | -- | -- | -- | -- | -- | -- | -- | -- | -- | -- | -- | -- | -- | -- | -- | -- | -- | -- |

### 1 april
- Lee Aaker (77), Amerikaans kindacteur[1]
- Isamu Akasaki (92), Japans natuurkundige en Nobelprijswinnaar[2]
- Henk Brouwer (74), Nederlands thesaurier-generaal, bankier en bestuursvoorzitter[3]
- Patrick Juvet (70), Zwitsers zanger, songwriter en model[4]
- Oscar Kraal (50), Nederlands drummer[5]
- Biff McGuire (95), Amerikaans acteur[6]

### 2 april
- Valentin Afonin (81), Russisch voetballer[7]
- B.B. Dickerson (71), Amerikaans bassist en zanger[8]
- Frans Kokshoorn (73), Nederlands beeldhouwer[9]
- Arthur Kopit (83), Amerikaans toneelschrijver[10]

### 3 april
- Lois De Banzie (90), Amerikaans actrice[11]
- Gloria Henry (98), Amerikaans actrice[12]
- Christian Wiyghan Tumi (90), Kameroens kardinaal[13]
- Carla Zampatti (78), Italiaans-Australisch modeontwerpster[14]

### 4 april
- Tine Balder (97), Belgisch actrice[15]
- Ton Blok (76), Nederlands atleet en pikeur[16]
- Jens-Peter Bonde (73), Deens politicus[17]
- Sugako Hashida (95), Japans scenarioschrijver[18]
- Eddy van der Maarel (87), Nederlands ecoloog en schrijver[19]
- Robert Mundell (88), Canadees econoom en Nobelprijswinnaar[20]
- Roland Thöni (70), Italiaans alpineskiër[21]

### 5 april
- Haja El Hamdaouia (91), Marokkaans zangeres[22]
- Paul Ritter (54), Brits acteur[23]
- Henry Stephen (79), Venezolaans zanger[24]

### 6 april
- Chuck Darling (91), Amerikaans basketballer[25]
- Arie Hordijk (81), Nederlands wiskundige en hoogleraar[26]
- Hans Küng (93), Zwitsers theoloog[27]
- Pieter Muysken (70), Nederlands taalkundige en hoogleraar[28]
- Walter Olkewicz (72), Amerikaans acteur[29]
- Andreia van Schaick (71), Nederlands-Belgisch concertpianiste[30]
- Sonny Simmons (87), Amerikaans jazzmuzikant[31]

### 7 april
- James Hampton (84), Amerikaans acteur en televisieregisseur[32]
- Wayne Peterson (93), Amerikaans jazzpianist, -componist en hoogleraar[33]

### 8 april
- Jan Willem Bruins (74), Nederlands muurschilder[34]
- Isla Eckinger (81), Zwitsers jazzmuzikant[35]
- Hester van Eeghen (62), Nederlands tassenontwerpster[36]
- Ekkehard Fasser (68), Zwitsers bobsleeër[37]
- Conn Findlay (90), Amerikaans roeier en zeiler[38]
- Ton van den Hurk (88), Nederlands voetballer[39]
- Ismael Ivo (66), Braziliaans danser en choreograaf[40]

### 9 april
- Ramsey Clark (93), Amerikaans jurist en politicus[41]
- DMX (Earl Simmons) (50), Amerikaans rapper[42]
- Giorgos Karaivaz (52), Grieks onderzoeksjournalist[43]
- Philip Mountbatten (99), Brits prins-gemaal[44]

### 10 april
- Edward Idris Cassidy (96), Australisch kardinaal[45]
- Fred Erdman (87), Belgisch advocaat en politicus[46]
- Shay Healy (78), Iers songwriter, presentator en journalist[47]
- Bob Porter (80), Amerikaans muziekproducent, discograaf, auteur en radiopresentator[48]
- Corinne Sickinghe (98), Nederlands publiciste en gouvernante[49]

### 11 april
- Dennis Diem (42), Nederlands modeontwerper[50]
- Milou Hermus (73), Nederlands beeldend kunstenares[51]
- Joseph Siravo (64), Amerikaans acteur en filmproducent[52]
- Norbert Verswijver (73), Belgisch activist[53]

### 12 april
- Aat Nederlof (50), Nederlands acteur[54]
- Ingeborg Uijt den Bogaard (90), Nederlands actrice[55]
- Vincent Vitetta (95), Frans wielrenner[56]
- Shirley Williams (90), Brits politica[57]

### 13 april
- Ko Zieleman (88), Nederlands fietsenbouwer[58]

### 14 april
- Yıldırım Akbulut (85), Turks premier[59]
- Bernard Madoff (82), Amerikaans belegger en fraudeur[60]
- Rusty Young (75), Amerikaans gitarist en songwriter[61]

### 15 april
- Goce Gruevski (46), Macedonisch voetballer[62]
- Walter Kaufmann (97), Duits-Australisch schrijver[63]
- Barbara Kelly (45), Duits-Brits zangeres[64]

### 16 april
- Heinze Bakker (79), Nederlands journalist[65][66]
- Charles Geschke (81), Amerikaans zakenman en computerwetenschapper[67]
- Geert Jacobs (90), Nederlands keramist[68]
- Barry Mason (85), Brits songwriter[69]
- Helen McCrory (52), Brits actrice[70]
- Serhei Novikov (71), Russisch judoka[71]
- Andrew Peacock (82), Australisch politicus[72]
- Anthony Powell (85), Brits kostuumontwerper[73]
- Liam Scarlett (35), Brits choreograaf[74]
- Paul Schneider (93), Duits beeldhouwer[75]
- Felix Silla (84), Italiaans film- en televisieacteur en stuntman[76]

### 17 april
- Hisham Bastawisi (69), Egyptisch rechter en politicus[77]
- Black Rob (51), Amerikaans rapper[78]
- Hubert Faure (106), Frans militair[79]
- Hester Ford (115), Amerikaans supereeuwelinge[80]
- Paul Helminger (80), Luxemburgs jurist, politicoloog en politicus[81]
- Gerrit Jansen (92), Nederlands hoogleraar sociologie[82]
- Sebastian Koto Khoarai (91), Lesothaans kardinaal[83]

### 18 april
- Elizabeth Furse (84), Amerikaans politica[84]
- Frank McCabe (93), Amerikaans basketballer[85]
- Alberth Papilaya (53), Indonesisch bokser[86]
- Lucas Sirkar (84), Indiaas aartsbisschop[87]

### 19 april
- Willy van der Kuijlen (74), Nederlands voetballer[88]
- Walter Mondale (93), Amerikaans politicus[89]
- Viktor Sjoevalov (97), Sovjet-Russisch ijshockeyer en voetballer[90]
- Jim Steinman (73), Amerikaans tekstschrijver en componist[91]

### 20 april
- Idriss Déby (68), Tsjadisch president[92]
- Martin de Groot (87), Nederlands geestelijke[93]
- Monte Hellman (91), Amerikaans filmregisseur en -producer[94]
- Les McKeown (65), Brits zanger[95]
- Tempest Storm (93), Amerikaans danseres[96]

### 21 april
- Rik Andries (84), Belgisch acteur[97]
- Håkon Brusveen (93), Noors langlaufer[98]
- Thomas Fritsch (77), Duits acteur[99]
- Joe Long (79), Amerikaans muzikant[100]
- Henri Mouton (87), Belgisch politicus[101]

### 22 april
- Shock G (Gregory Edward Jacobs) (57), Amerikaans muzikant[102]

### 23 april
- Fredi (Matti Kalevi Siitonen) (78), Fins acteur, zanger en televisiepresentator[103]
- Dan Kaminsky (42), Amerikaans hacker[104]
- Milva (Maria Ilva Biolcati) (81), Italiaans zangeres en actrice[105]
- Yves Rénier (78), Frans acteur[106]
- Bill Whittington (71), Amerikaans autocoureur[107]

### 24 april
- Alber Elbaz (59), Israëlisch modeontwerper[108]
- Christa Ludwig (93), Duits opera- en concertzangeres en zangpedagoge[109]
- Robert Edward Slavin (70), Amerikaans wetenschapper[110][111]
- Jan Verhoeven (83), Nederlands zanger[112]
- Reinette van Zijtveld (59), Nederlands jazzzangeres[113]

### 25 april
- André De Witte (76), Belgisch bisschop[114]
- Willemijn van Gurp (102), Nederlands verzetsstrijder in de Tweede Wereldoorlog[115]
- John Konrads (78), Lets Australisch zwemkampioen[116]
- Joseph Maraite (71), Belgisch politicus[117]

### 26 april
- Lia Hinten (78), Nederlands atlete[118]
- Cees Koppelaar (81), Nederlands hockey- en atletiektrainer[119]
- Vassos Lyssarides (100), Cypriotisch politicus en arts[120]
- Tamara Press (83), Sovjet-Russisch-Oekraïens atlete[121]

### 27 april
- Nicholas Cheong Jin-suk (89), Zuid-Koreaans kardinaal[122]
- Paul Couter (72), Belgisch gitarist[123]
- Anil Jagdewsing (49), Nederlands theatermaker[124]
- Janna Rommel-Opstaele (64), Belgisch burgemeester[125]

### 28 april
- Michael Collins (90), Amerikaans astronaut[126]
- Joop Linthorst (72), Nederlands politicus en bestuurder[127]
- EI Risitas (Juan Joya Borja) (65), Spaans komiek en acteur[128]
- Liuwe Tamminga (67), Nederlands organist[129]

### 29 april
- Hans van Baalen (60), Nederlands politicus[130]
- Hafid Bouazza (51), Marokkaans-Nederlands schrijver[131]
- Anne Buydens (102), Belgisch-Amerikaans actrice[132]
- Johnny Crawford (75), Amerikaans (kind)acteur en zanger[133]
- Jack Fernandes (87), Surinaams ondernemer[134]
- Billy Hayes (96), Amerikaans actrice[135]
- Maria Julia Van Hool (111), oudste inwoner van België[136]
- Frank McRae (77), Amerikaans acteur[137]
- Filippo Mondelli (26), Italiaans roeier[138]
- Sunao Wada (87), Japans gitarist[139]

### 30 april
- Eli Broad (87), Amerikaans vastgoedondernemer, miljardair, kunstverzamelaar en filantroop[140]
- Barend van Gardingen (87), Nederlands voetballer[141]
- Anthony Payne (84), Brits componist en musicoloog[142]

### Datum onbekend
- Anita Lane (62), Australisch singer-songwriter[143]

januari ·
februari ·
maart ·
april ·
mei ·
juni ·
juli ·
augustus ·
september ·
oktober ·
november ·
december
1900 ·
1901 ·
1902 ·
1903 ·
1904 ·
1905 ·
1906 ·
1907 ·
1908 ·
1909 ·
1910 ·
1911 ·
1912 ·
1913 ·
1914 ·
1915 ·
1916 ·
1917 ·
1918 ·
1919 ·
1920 ·
1921 ·
1922 ·
1923 ·
1924 ·
1925 ·
1926 ·
1927 ·
1928 ·
1929 ·
1930 ·
1931 ·
1932 ·
1933 ·
1934 ·
1935 ·
1936 ·
1937 ·
1938 ·
1939 ·
1940 ·
1941 ·
1942 ·
1943 ·
1944 ·
1945 ·
1946 ·
1947 ·
1948 ·
1949 ·
1950 ·
1951 ·
1952 ·
1953 ·
1954 ·
1955 ·
1956 ·
1957 ·
1958 ·
1959 ·
1960 ·
1961 ·
1962 ·
1963 ·
1964 ·
1965 ·
1966 ·
1967 ·
1968 ·
1969 ·
1970 ·
1971 ·
1972 ·
1973 ·
1974 ·
1975 ·
1976 ·
1977 ·
1978 ·
1979 ·
1980 ·
1981 ·
1982 ·
1983 ·
1984 ·
1985 ·
1986 ·
1987 ·
1988 ·
1989 ·
1990 ·
1991 ·
1992 ·
1993 ·
1994 ·
1995 ·
1996 ·
1997 ·
1998 ·
1999 ·
2000 ·
2001 ·
2002 ·
2003 ·
2004 ·
2005 ·
2006 ·
2007 ·
2008 ·
2009 ·
2010 ·
2011 ·
2012 ·
2013 ·
2014 ·
2015 ·
2016 ·
2017 ·
2018 ·
2019 ·
2020 ·
2021 ·
2022 ·
2023 ·
2024 ·
2025